# محمد إسماعيل (ممثل)
محمد إسماعيل ممثل مصري .

## عن حياته
ممثل مصري له العديد من الأعمال التلفزيونيه .

## أعماله
- المنتقم
- الجامعة
- حكايات زوج معاصر
- رياح الشرق

وغيرها

## روابط خارجية
- محمد إسماعيل على موقع قاعدة بيانات الأفلام العربية